# Alvechurch
Alvechurch är en ort och civil parish i Storbritannien.   Den ligger i grevskapet Worcestershire och riksdelen England, i den södra delen av landet, 160 km nordväst om huvudstaden London. Alvechurch ligger 123 meter över havet och antalet invånare är 3 647.
Terrängen runt Alvechurch är platt, och sluttar söderut. Runt Alvechurch är det tätbefolkat, med 397 invånare per kvadratkilometer. Närmaste större samhälle är Birmingham, 15,1 km norr om Alvechurch. Omgivningarna runt Alvechurch är en mosaik av jordbruksmark och naturlig växtlighet.